# 퇴스탈 철도 노선
퇴스탈 철도 노선(Töss Valley Railway, 독일어: Tösstalbahn 또는 TTB)은 스위스 취리히주의 철도로, 퇴스 계곡 지역 사회에 서비스를 제공한다. 노선의 승객 서비스는 이제 S26으로 브랜드화된 취리히 S-반의 일부를 형성하며 표준 ZVV(취리히 교통망) 구역 요금 관세가 노선에 적용된다. 이 노선은 네트워크에서 이동량이 적은 노선 중 하나이며 대부분의 노선은 단일 트랙이다.

## 역사
1875년 5월 4일 빈터투어 그뤼체와 바우마 사이에 퇴스탈반이 개통되었으며, 1876년 10월 15일에 발트까지 이어지는 노선이 개통되었다. 두 노선은 1918년 6월 10일 스위스 연방 철도의 일부가 될 때까지 별도의 소유권을 유지했지만 TTB는 1902년부터 WB를 운영했다.
1901년에는 UeBB(외리콘-바우마-반)가 개통되어 바우마의 퇴스탈선에 대한 세 번째 접근 지점을 제공했다. 이 노선은 결코 큰 성공을 거두지 못했고 1948년에 대부분이 버려졌지만, 힌빌에서 바우마까지의 구간은 SBB에 인수되어 유지 및 전기화되었다. 그러나 1979년에 여객 서비스가 중단되었고 힌빌에서 바우마까지의 구간은 현재 담프반-페라인 취리히 오버란트 (DVZO)에 의해 보존된 철도로 운영된다.
1990년에 퇴스탈반의 승객 서비스는 취리히 S-반 네트워크의 일부가 되었다. 운영은 RBDe 560을 사용하여 제공되는 서비스와 함께 SBB의 책임으로 남아 있었고, 가끔 RBe 540을 보완했다. Einheitswagen(‘표준 코치’) I 또는 II와 BDt 또는 Bt 제어 차량이 나머지 구성 요소를 구성했으며 모두 일반적으로 NPZ(흰색 위에 파란색) 상징이었다.
2006년 12월 SBB가 부분적으로 소유한 지역 철도인 THURBO가 S26 여객 서비스의 운영을 인수하고 새로운 철도 차량을 제공했다. 회선은 SBB의 소유권에 남아 있다.
2018년 12월부터 S11 아라우 - 렌츠부르크 - 디에티콘 - 취리히 HB - 슈테트바흐 - 빈터투어 - 조이차흐/젠호프-키부르크(- 빌라)는 퇴스탈반 구간에서 운영되고 있다. 러시아워 동안 적용된 업그레이드를 통해 S-반은 빌라까지 매시간 운행할 수 있다. 2019년에는 빈터투어와 뤼티 ZH 사이에 S26의 연속 30분 간격이 도입되었다.
- 전형적인 S26 장비, 2006년 스위스 연방 철도 RBDe 560

## 운행

### 노선
이 노선은 빈터투어시의 중앙역인 빈터투어 중앙역의 북쪽 종점에서 뤼티 ZH역의 남쪽 종점까지 연결되며 취리히에서 우스터를 경유하여 라퍼스빌까지 가는 철도 노선이다. 그렇게 함으로써 그것은 퇴스강과 요나강 계곡을 따라 취리히 오버란트를 통과한다.
경로를 따라 노선은 다음 역을 제공한다:
- 빈터투어 중앙역
- 빈터투어 그뤼체
- 빈터투어 젠
- 젠호프-키부르크
- 콜브룬
- 리콘
- 레미스뮐레 첼
- 투어벤탈
- 빌라
- 잘란트
- 바우마
- 슈테크
- 피센탈
- 깁스빌
- 발트
- 탄 뒤른텐
- 뤼티 ZH

- 발트 근처의 퇴스탈
- 리티콘 근처의 슈타들러 GTW 차량
- 빌라역

### 서비스
S26은 대부분의 퇴스탈반에서 유일한 정기 여객 서비스를 제공한다. 빈터투어와 뤼티 사이를 30분 간격으로 운행한다. 전체 경로를 따라 여행하는 데 64분이 걸린다.
빈터투어 교외의 역은 S12 및 S35와 함께 빈터투어 그뤼체만 운행하는 다른 S-반 서비스도 제공한다.

### 차량
승객 서비스는 THURBO에서 제공하는 슈타들러 GTW 장치의 손에 달려 있다.